# Tom Riley
Tom Riley (Maidstone, 5 de abril de 1981) es un actor inglés.

## Biografía
Estudió literatura y drama en la Universidad de Birmingham, de donde se graduó en 2002. Tomó un curso de tres años en la London Academy of Music and Dramatic Art (LAMDA), de donde se graduó en 2005.

## Carrera
En 2006 obtuvo un papel en la película Quelques jours en septembre, en la que interpretó a David.
En 2007, interpretó a Bobby Argyle en el episodio "Ordeal by Innocence" de la serie Agatha Christie's Marple y al fotógrafo Paul en la película de terror Return to House on Haunted Hill. En 2008 interpretó al doctor James Walton en la serie Casualty 1907, anteriormente había interpretado al personaje en la película Casualty 1906 en 2006.
En 2009 obtuvo el papel principal en el cortometraje de terror Curiosity, donde interpretó a Mike, junto a Emily Blunt.
En 2011 se unió al elenco de la serie Monroe, donde interpretó al anestesista Lawrence "Larry" Shepherd, hasta el final de la serie en 2012. Ese mismo año participó como invitado en la serie Bedlam, donde interpretó a Rob.
En 2013 se unió al elenco principal de la serie Da Vinci's Demons, donde interpreta al joven Leonardo da Vinci.
En 2014, participó en un episodio de Doctor Who.

## Filmografía

### Series de televisión
| Año           | Título                                                    | Personaje               | Notas                                     |
| ------------- | --------------------------------------------------------- | ----------------------- | ----------------------------------------- |
| 2007-2008     | Freezing                                                  | Dave Beethoven          | 2 episodios                               |
| 2008          | Lost in Austen                                            | George Wickham          | 3 episodios - miniserie                   |
| 2008          | Agatha Christie's Poirot                                  | Raymond                 | episodio "Appointment with Death"         |
| 2008          | Casualty 1907                                             | James Walton            | 2 episodios                               |
| 2008          | Lewis                                                     | Philip Horton           | episodio "And the Moonbeams Kiss the Sea" |
| 2010          | Bouquet of Barbed Wire                                    | Gavin Sorenson          | 3 episodios                               |
| 2011          | Bedlam                                                    | Rob                     | episodio "Hide and Seek"                  |
| 2011-2012     | Monroe                                                    | Lawrence Shepherd       | 11 episodios                              |
| 2012          | Twenty Twelve                                             | Christian Jebb          | episodio "Loose Ends"                     |
| 2014          | Doctor Who                                                | Robin Hood              | episodio "El robot de Sherwood"           |
| 2013-2015     | Da Vinci's Demons                                         | Leonardo da Vinci       | 28 episodios                              |
| 2016          | The Collection                                            | Claude Sabine           | 3 episodios                               |
| 2016          | Dark Heart                                                | DI Will Wagstaffe       | 6 episodios                               |
| 2021-presente | The Nevers                                                | Augustus "Augie" Bidlow | Protagonista                              |
| 2022          | La mujer de la casa de enfrente de la chica en la ventana | Neil                    | Protagonista                              |

### Películas
| Año  | Título                                       | Personaje        | Notas |
| ---- | -------------------------------------------- | ---------------- | ----- |
| 2006 | Casualty 1906                                | James Walton     |       |
| 2006 | Quelques jours en septembre                  | David            |       |
| 2007 | Return to House on Haunted Hill              | Paul             |       |
| 2007 | I Want Candy                                 | Joe Clarke       |       |
| 2007 | Un De Toi                                    | -                | corto |
| 2009 | St Trinian's 2: The Legend of Fritton's Gold | Romeo            |       |
| 2008 | Close                                        | Rob              | corto |
| 2009 | Happy Ever Afters                            | Freddie          |       |
| 2009 | Curiosity                                    | Mike             | corto |
| 2009 | No Heroics                                   | Nigel/Brainstorm |       |
| 2010 | Magpie                                       | Batman           | corto |
| 2012 | Chemistry                                    | Eric             | corto |
| 2014 | Kill Your Friends                            | Parker Hall      |       |
| 2014 | Air                                          | Nick             | corto |
| 2016 | Magik                                        | Samuel           |       |

### Escritor y lector
| Año        | Película/Obra                                    | Notas    |
| ---------- | ------------------------------------------------ | -------- |
| 2008, 2011 | DryWrite                                         | lector   |
| 2011       | Latitude Festival: Word Theatre                  | lector   |
| 2009       | Pressed                                          | escritor |
| 2008       | Light Shining in Buckinghamshire                 | lector   |
| 2007       | Latitude Festival: Shuffle (Royal Court)         | lector   |
| 2007       | Rough Cuts: Posh                                 | lector   |
| 2006       | Victory: Royal Court, Entertainer, Censorship 50 | lector   |
| -          | God Went Out In '33                              | lector   |

### Radio
| Año  | Programa                       | Notas              |
| ---- | ------------------------------ | ------------------ |
| 2008 | Coram Boy: BBC Radio 4         | Thomas (de adulto) |
| 2008 | The Vertical Hour: BBC Radio 3 | Philip             |

### Teatro
| Año  | Obra                             | Personaje        | Director           | Teatro                   |
| ---- | -------------------------------- | ---------------- | ------------------ | ------------------------ |
| 2011 | My City                          | Richard Kenton   | Stephen Poliakoff  | Almeida Theatre          |
| 2011 | Arcadia                          | Septimus Hodge   | David Leveaux      | Ethel Barrymore Theatre  |
| 2010 | Hurts Given and Received         | Bach             | Gerrard McArthur   | Riverside Studios        |
| 2009 | A House Not Meant to Stand       | Charlie McCorkle | Jamie Lloyd        | Donmar Warehouse Theatre |
| 2008 | Paradise Regained                | Tom              | Mark Ravenhill     | Royal Court Theatre      |
| 2008 | The Vertical House               | Philip           | Jeremy Herrin      | Royal Court Theatre      |
| 2007 | The Entertainer                  |                  |                    | Royal Court Theatre      |
| 2005 | Flight 5065: 27 One Minute Plays |                  |                    | Royal Court Theatre      |
| 2005 | The Woman Before                 | Andi             | Richard Wilson     | Royal Court Theatre      |
| 2001 | Dahling You Were Marvellous      |                  | Derek Bond         |                          |
|      | Clockwork Orange                 |                  |                    |                          |
|      | The Peoples' Temple              |                  | Helena Kaut-Howson | LAMDA                    |
|      | North Greenwich                  |                  |                    | LAMDA                    |
|      | El mercader de Venecia           | Shylock          |                    |                          |
|      | Tres hermanas                    |                  |                    |                          |
|      | The Recruiting Officer           |                  |                    |                          |
|      | Ifigenia en Áulide               |                  |                    |                          |
|      | Dealer's Choice                  |                  |                    |                          |
|      | Scenes From An Execution         |                  |                    |                          |
|      | Peter Gill Workshop              |                  |                    |                          |
|      | Censorship                       |                  |                    |                          |
|      | Victory                          |                  |                    |                          |

## Premios y nominaciones
| Año  | Premio                     | Categoría                            | Resultado |
| ---- | -------------------------- | ------------------------------------ | --------- |
| 2010 | Off West End Theatre Award | Mejor interpretación masculina       | Nominado  |
| 2011 | 56th Drama Desk Award      | Outstanding Featured Actor in a Play | Nominado  |
| 2012 | BBC Audio Drama Award      | Mejor actor                          | Ganador   |